# Silnice II/377
Silnice II/377 je silnice II. třídy v Česku, která spojuje Tišnov a Prostějov. Dosahuje délky 62 km.

## Vedení silnice
Okres Brno-venkov – Jihomoravský kraj
- Tišnov, vyústění z II/379
- Železné
- Hajánky
- Jamné
- Rohozec
- Bukovice

Okres Blansko – Jihomoravský kraj
- Jeneč
- Brťov u Černé Hory
- Žernovník
- Černá Hora, křížení s I/43
- Bořitov
- Jestřebí
- Rájec, křížení s II/374
- Petrovice
- Sloup, zaústění do II/373
- vyústění z II/373
- Šošůvka
- Vysočany-Housko
- Vysočany-Molenburk

Okres Prostějov – Olomoucký kraj
- Niva
- Drahany, křížení s II/378
- Žárovice
- Soběsuky
- Plumlov
- Stichovice
- Mostkovice

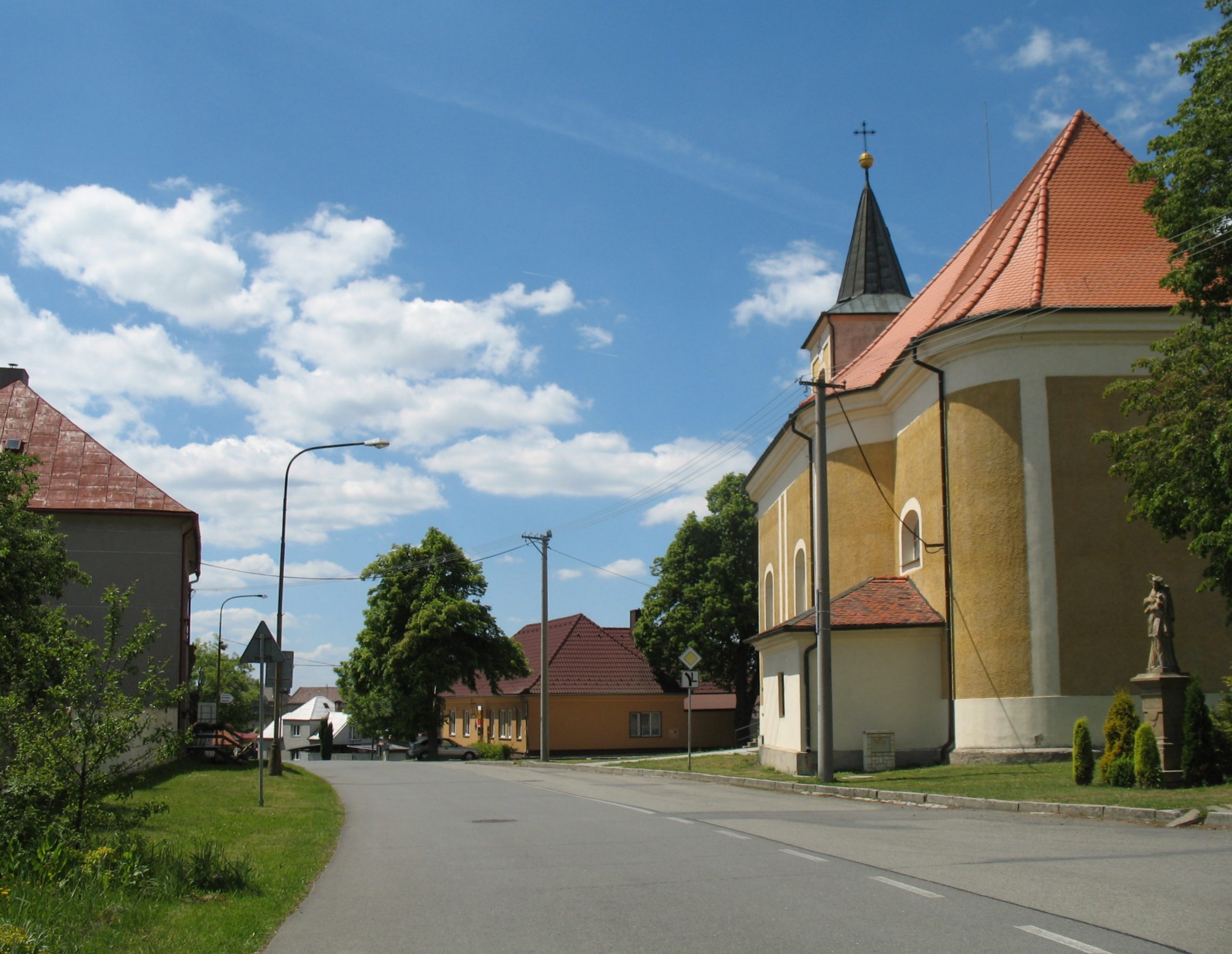
Silnice II/377 prochází středem Drahan

- Prostějov-Domamyslice, zaústění do II/150